# Патара-Чхираули
Патара-Чхираули (груз. პატარა ჩხირაული) — село в Грузии, на территории Чиатурского муниципалитета края (мхаре) Имеретия.

## География
Село находится на западе центральной части Грузии, на правом берегу реки Хелмосмула (правый приток Дзирулы), на расстоянии приблизительно 13 километров (по прямой) к юго-юго-западу от города Чиатура, административного центра муниципалитета. Абсолютная высота — 690 метров над уровнем моря.

## Население
По результатам официальной переписи населения 2014 года, в Патара-Чхираули проживало 162 человека (86 мужчин и 76 женщин). В национальной структуре населения грузины составляли 100 %.
| Год  | Население, человек |
| ---- | ------------------ |
| 2002 | 210                |
| 2014 | ↘ 162              |